# Cytaea
Cytaea är ett släkte av spindlar. Cytaea ingår i familjen hoppspindlar.

## Dottertaxa tillCytaea, i alfabetisk ordning[1]
- Cytaea aeneomicans
- Cytaea albichelis
- Cytaea albolimbata
- Cytaea alburna
- Cytaea argentosa
- Cytaea armillata
- Cytaea barbatissima
- Cytaea carolinensis
- Cytaea clarovittata
- Cytaea dispalans
- Cytaea expectans
- Cytaea fibula
- Cytaea flavolineata
- Cytaea frontaligera
- Cytaea guentheri
- Cytaea haematica
- Cytaea haematicoides
- Cytaea koronivia
- Cytaea laodamia
- Cytaea laticeps
- Cytaea lepida
- Cytaea levii
- Cytaea mitellata
- Cytaea morrisoni
- Cytaea nausori
- Cytaea nimbata
- Cytaea oreophila
- Cytaea piscula
- Cytaea plumbeiventris
- Cytaea ponapensis
- Cytaea rai
- Cytaea rubra
- Cytaea severa
- Cytaea sinuata
- Cytaea sylvia
- Cytaea trispinifera
- Cytaea whytei
- Cytaea vitiensis
- Cytaea xanthopus